# BlackSite
Pour les articles homonymes, voir Area 51.
BlackSite (titré BlackSite: Area 51 en Amérique du Nord) est un jeu vidéo de tir à la première personne d'horreur/science-fiction sorti le 12 novembre 2007 aux États-Unis et dans le reste du monde quelques mois plus tard. Il ne s'agit pas vraiment d'une suite à Area 51 même si au niveau du thème les deux jeux ont certaines choses en commun. Le joueur y incarne un membre des forces spéciales américaines accompagné de ses équipiers faisant face aux attaques de créatures extra-terrestres et de soldats cybernétiquement modifiés dans la ville de Rachel, au Nevada.
L'une des caractéristiques marquantes du jeu est son scénario et son message, qui se veut une critique de la politique américaine et du fonctionnement de l'armée.

## Système de jeu

### Solo
BlackSite: Area 51 est un jeu de tir à la première personne dans lequel le joueur doit atteindre différents objectifs (rejoindre des points de rendez-vous, secourir des alliés…) tout en étant accompagné d'équipiers qui combattent à ses côtés. Le jeu propose un système de moral d'équipe où les performances au combat du joueur influe directement sur le moral de ses équipiers. Si le joueur se montre efficace, ses équipiers se montreront motivés, combatifs et obéissants aux ordres. Dans le cas contraire les équipiers seront plus timorés.
Le joueur dispose d'un arsenal comprenant des armes à feu et des armes extraterrestres pour éliminer les ennemis. BlackSite: Area 51 possède également des phases en véhicules où le joueur peut conduire un Humvee ou un tout-terrain Dodge. Le jeu comprend également une phase ou le joueur a une fonction de mitrailleur à bord d'un hélicoptère de transport Blackhawk.

### Multijoueur
BlackSite dispose d'un mode multijoueurs assez classique. Les différents modes de jeux proposés sont Match à mort, Match à mort en équipe, Capture de drapeau, Siège et Humains VS. Revenants, ces deux derniers étant spécifiques à BlackSite. Dans tous les cas, le multijoueurs n'autorise que dix joueurs en simultané sur une même carte et ne permet pas le jeu en réseau local. Les cartes multijoueurs proposées sont au nombre de huit.

## Trame

### Synopsis
Aeran Pierce est envoyé en Irak à la tête de son équipe - la Delta Force Echo Team - pour y localiser les fameuses armes de destruction massive développées par le régime irakien. Il semble que ces armes soient entreposées dans un vaste complexe souterrain et le commando de Pierce, après avoir rejoint la scientifique Noa Weiss, investit les lieux. Néanmoins pas d'armes de destruction massive mais, plus terrifiant encore, des créatures mutantes déchaînées et un étrange artefact flottant au-dessus du sol…
Trois ans plus tard, la fameuse Zone 51 est plongée dans le chaos. Les installations militaires de la base de Groom Lake, qui ont été fermées par l'armée quelques années plus tôt, sont envahies et occupées par une milice surarmée. Pierce et son équipe rejoignent la 4e division d'infanterie U.S. placée sous les ordres du colonel Dale Green qui les charge d'assister sa division d'infanterie afin de reprendre les lieux.
Leur première étape est la ville de Rachel (Nevada), ville voisine de la Zone 51, qui est occupée par les miliciens et des créatures d'origines extraterrestres. Très vite, le commando de Aeran Pierce s'aperçoit que les miliciens qu'il affronte n'ont plus grand chose d'humain : il s'agit de soldats décédés cybernétiquement améliorés, appelés Reborn soldiers.
Au fil de leurs aventures, Pierce et ses hommes vont faire des découvertes aussi incroyables que terrifiantes sur l'origine réelle de ces soldats "ressuscités"...

### Personnages principaux
- Aeran Pierce :  Aeran Pierce est le leader du groupe des forces spéciales chargé de localiser les armes de destruction massive en Irak. Homme de valeur hautement entraîné et motivé, animé par un sens profond du devoir, il va se retrouver face à une menace à laquelle il n'a pourtant jamais été préparé.
- Cody Grayson : Fervent patriote, amateur d'armes à feu, de femmes et d'adrénaline, Cody Grayson est pourtant un soldat-né doté de qualités guerrières remarquables. Clairement l'homme que l'on aime avoir près de soi lorsque les choses commencent à se compliquer.
- Mitchell Ambrose : Natif de La Nouvelle-Orléans, Mitchelle Ambrose est très proche de sa famille à laquelle il envoie de l'argent chaque mois. Son humour pince-sans-rire dissimule un grand sens du devoir et des responsabilités. Il fait aussi preuve d'une très grande capacité d'adaptation sur le terrain.
- Noa Weiss : Ce médecin militaire est rencontré pour la première fois en Irak où elle accompagne l'équipe Echo de Pierce pour mettre la main sur les fameuses armes de destructions massives. Néanmoins, dans le bunker où sont censées être entreposées les armes, Noa Weiss révèle que le véritable objectif de la mission était de mettre la main sur des technologies extraterrestres. Pierce et ses hommes la retrouveront avec les troupes du colonel Greene dans le Nevada et elle finira par révéler avoir participé au projet Revenant de l'armée américaine. Désormais, elle va devoir combattre ses anciennes créations...
- Logan Somers : Ancien membre de l'équipe Echo de Pierce, Somers sera déclaré décédé après la mission en Irak à laquelle prit part son équipe. Alors que, trois ans plus tard, ses anciens coéquipiers avaient commencé à faire leur deuil, ils le retrouvent dans la ville de Rachel (Nevada), vivant, mais apparemment mal en point. Leur ancien équipier leur expliqua qu'il avait réussir à survivre en Irak et qu'il avait passé les trois dernières années dans une sorte d'hôpital clandestin de l'armée américaine. Que s'y est-il passé ?

### Ennemis
- Reborn Soldiers : Les soldats "ressuscités" sont un projet de l'armée américaine visant à disposer de troupes en grande quantité tout en évitant de recourir à la conscription. Leur effectif est constitué de soldats américains déclarés perdus au combat, mais aussi de soldats ennemis capturés  ainsi que d'un petit nombre de criminels condamnés, d'immigrants illégaux et de sans-abri. Les sans-abri seront les premiers cobayes du projet Reborn Soldiers, plusieurs d'entre-eux mourant lors des expériences initiales. Avides de revanche après ce qu'ils ont subi, les Reborn Soldiers sont des combattants particulièrement agressifs et déterminés. Plusieurs d'entre eux ont également été formés au maniement d'armes expérimentales comme les fusils à plasma ou au tir de précision.
- Reborn Scout : Les éclaireurs semblent avoir été conçus à partir de sujets féminins dont il ne subsiste plus que la tête, le torse et les bras et montés sur des jambes mécaniques. Les Scout disposent d'un armement puissant monté sur leur exosquelette et en cas destruction de celui-ci le torse s'en détache et fonce sur l'ennemi avant de se faire exploser.

### Armements
Différents armements sont disponibles dans BlackSite.
- Heckler & Koch Mk23 : Le Mk23 est un pistolet semi-automatique de gros calibre redoutable à courte distance. La faible capacité de son chargeur le réserve toutefois à une utilisation comme arme de secours.
- Colt M4A1 : La M4A1 est une carabine polyvalente conçue pour le combat à courte et moyenne distance. Son viseur holographique EoTech permet des tirs précis.
- XM8 Sharpshooter : Basée sur le fusil XM8, sa version destinée au tir de précision possède un canon plus long et plus lourd ainsi qu'une optique de visée puissante. Ses munitions alourdies permettent d'abattre un ennemi en un seul tir.
- FGM-148 Javelin : Le Javelin est un missile antichar à guidage infrarouge doté d'un charge explosive en tandem capable de percer les blindages les plus résistants.
- General Dynamic XM307 : La XM307 est une mitrailleuse lourde chambrée en calibre .50 destinée à défendre des positions fixes ou à être montée sur des véhicules.

## Développement
Dirigé par Harvey Smith, qui avait travaillé sur Deus Ex, le développement de BlackSite est marqué par de lourds problèmes. Dans une interview donnée en 2007 à Wired lors du Montreal International Games Summit, le game designer déclare que BlackSite était un « projet complètement foiré » et qu'il doutait dès le début de sa réussite. L'équipe de développement a beaucoup de mal à faire fonctionner correctement le moteur graphique Unreal Engine 3, ce qui donne à la version finale de BlackSite un aspect visuel fort daté. Faute de temps, le jeu est insuffisamment testé et passe « directement de la version alpha à la version finale »,.
En 2007, Smith ne travaille plus pour Midway Games.

## Accueil
Blacksite reçoit un accueil mitigé, voire fort négatif par la critique. Sur Metacritic, il obtient un score de 60 % basé sur 20 critiques pour sa version PC, un score de 56 % basé sur 23 critiques pour sa version PlayStation 3 et, enfin, il récolte une note de 62 % basé sur 48 critiques pour sa version Xbox 360.
Les différents testeurs pointent les carences techniques du jeu : graphismes décevants surtout pour un jeu tournant sur l'Unreal Engine 3, nombreux bugs, animations de médiocre qualité, bande son peu efficace...
Le gameplay est souvent décrit comme peu intéressant, répétitif et sans réelle surprise. L'intelligence artificielle des ennemis comme celle des équipiers du héros est également pointée du doigt pour son manque d'efficacité. Le scénario du jeu est souvent présenté comme trop caricatural et insuffisamment développé.
Néanmoins, certains passages du jeu sont jugés plutôt sympathique et réussis, notamment les combats contre les plus grosses créatures.